# Heide (Allemagne)
Pour les articles homonymes, voir Heide.
Heide (en allemand : /ˈhaɪ̯də/,, ? Écouter [Fiche]) est une ville du Schleswig-Holstein. Elle est la capitale de l'arrondissement (Kreis) de Dithmarse.

## Histoire
| Appartenances historiques Principauté archiépiscopale de Brême 1404-1447 République paysanne de Dithmarse 1447-1559 Duché de Holstein-Gottorp 1559-1773 Duché de Holstein 1773-1866 Royaume de Prusse (Province du Schleswig-Holstein) 1866-1918 République de Weimar 1918-1933 Reich allemand 1933-1945 Allemagne occupée 1945-1949 Allemagne 1949-présent |

Heide est mentionnée pour la première fois dans un document officiel en 1404 sous le nom de Uppe de Heyde.

## Jumelages
La ville de Heide entretient des liens d'amitié avec :
- Nowogard (Pologne)
- Anklam (Allemagne)
- Freudenstadt (Allemagne)

## Personnalités liées à la commune
Heide est la ville natale du ténor Klaus Florian Vogt.
- Vollker Racho (né en 1971), chanteur allemand y est né